# Anton Deusing
Anton Deusing, em latim Antonius Deusingius (Moers, 15 de outubro de 1612 – 30 de janeiro de 1666) foi um médico, matemático e astrônomo alemão.

## Biografia

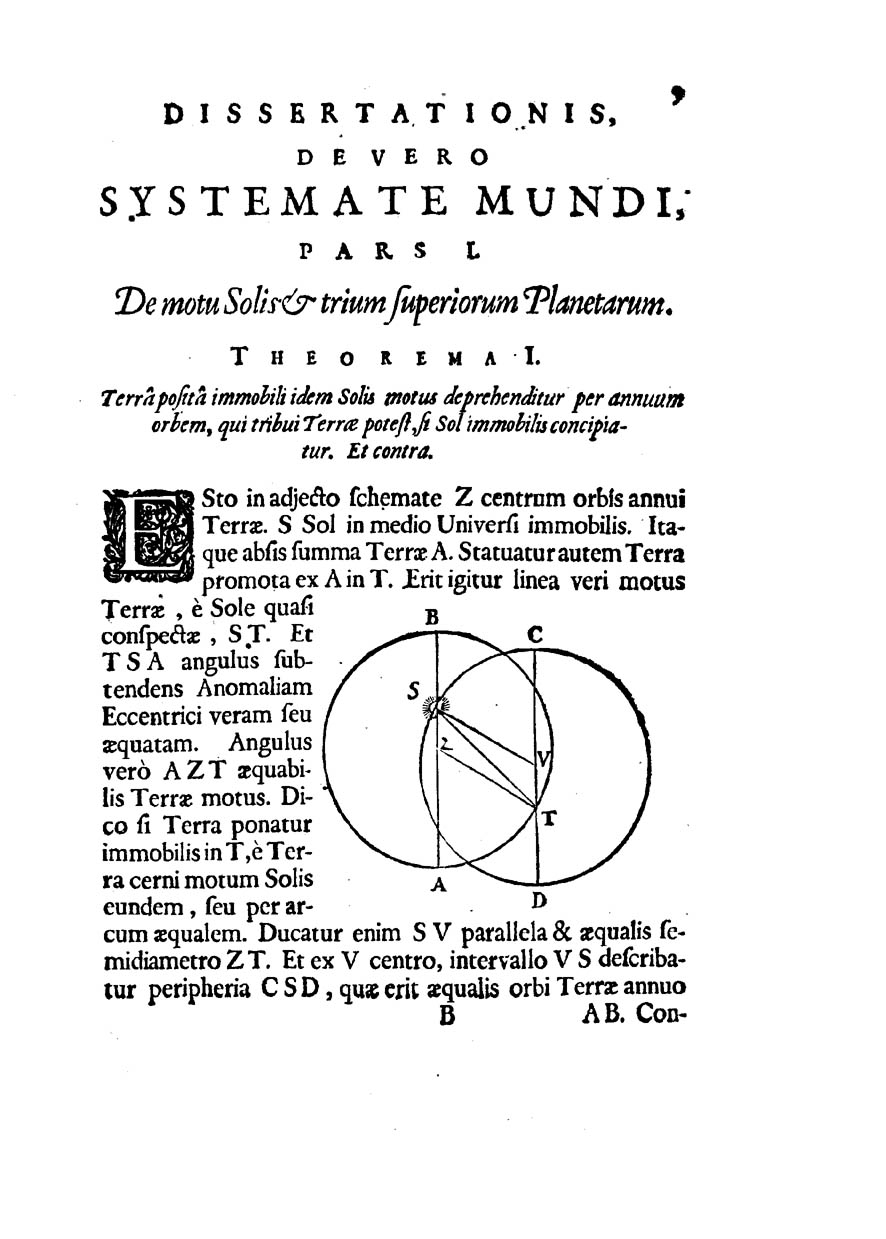
De vero systemate mundi dissertatio mathematica, 1643

Nascido em Moers em 1612, Deusing foi médico, professor de línguas orientais, filosofia, física, matemática e astronomia. Em 1646 foi o primeiro professor de medicina da Universidade de Groningen. Escreveu e publicou diversas obras em latim. Morreu em Groningen em 1666.

## Obras
- De vero systemate mundi dissertatio mathematica (em latim). Amstelodami: Lowijs Elzevier. 1643
- The Universal Theatre of Nature (1645)
- Synopsis of Medicine (1649)
- The Economy of the Animal System (1660)
- Disquisitio physico-mathematica gemina, de vacuo itemque de attractione quibus probatur, nullum in rerum natura dari, vel posse dari vacuum (em latim). Amstelodami: Pieter van den Berge. 1661

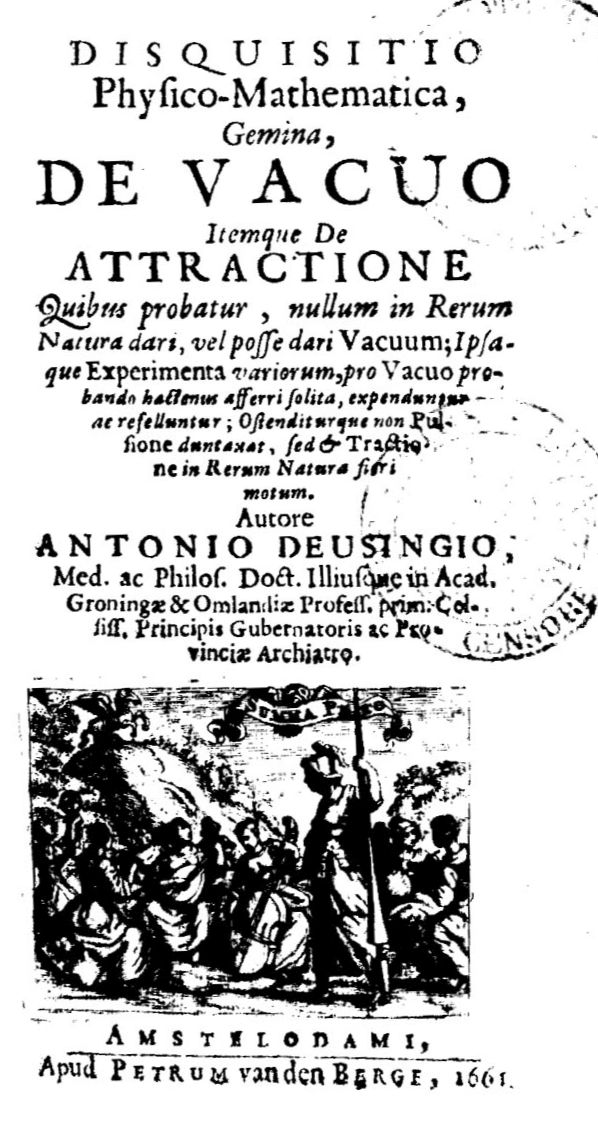
Disquisitio physico-mathematica gemina, de vacuo itemque de attractione quibus probatur, nullum in rerum natura dari, vel posse dari vacuum, 1662